# Anomala nathani
Anomala nathani är en skalbaggsart som beskrevs av Frey 1971. Anomala nathani ingår i släktet Anomala och familjen Rutelidae. Inga underarter finns listade i Catalogue of Life.